# Miguel Ángel Gómez Martínez
Miguel Ángel Gómez Martínez (Granada, 17 settembre 1949 – Malaga, 4 agosto 2024) è stato un compositore e direttore d'orchestra spagnolo.
Di formazione tedesca, divenne noto per la sua capacità di non aver bisogno della partitura durante la direzione e per il suo rigore nell'interpretare le opere, sempre rispettando le intenzioni dei compositori

## Biografia

### Formazione accademica
Nato in una famiglia di musicisti, suo padre fu professore nella Banda di Granada e sua madre una pianista. Fin dall'infanzia fu subito molto chiara la sua volontà diventare direttore d'orchestra.
"Ho iniziato a studiare musica all'età di quattro anni, per mia volontà e contro la volontà dei miei genitori".
All'età di cinque anni riuscì a superare un esame al Conservatorio di Musica Victoria Eugenia di Granada e all'età di sette anni nel 1957 salì sul podio e non solo diresse fermamente i professori della Banda, ma corresse anche alcuni errori commessi nella partitura dal trascrittore.
A tredici anni ottenne il titolo di professore di pianoforte al Real Conservatorio Superior de Música "Victoria Eugenia" di Granada e a diciassette anni vinse il 'Premio Straordinario' in composizione al Conservatorio Reale di Madrid. Nel 1964 si trasferì a Madrid e ottenne il Diploma di Prima Classe e il Premio del Conservatorio al corso finale.
Con la borsa di studio a marzo, Gómez-Martínez continuò i suoi studi di direzione d'orchestra e di coro a Vienna sotto la direzione di Hans Swarowsky. Conseguì la qualifica all'età di 21 anni, con il Premio del Ministero austriaco dell'Istruzione e delle Scienze.

### Percorso come direttore d'orchestra
Il suo debutto come direttore d'orchestra avvenne nel 1973 a Sankt Pölten vicino a Vienna; diresse poi a Lucerna e Berlino il Fidelio di Beethoven. In Spagna debuttò nel 1975 al Festival Internazionale di Musica e Danza di Granada.
Da quel momento iniziò una carriera che lo portò a diventare Direttore Principale e Direttore Artistico di numerose orchestre internazionali: Direttore stabile alla Wiener Staatsoper (1976-1982), dove poi si distinse diventando Direttore Ospite Permanente e Direttore Principale dell'Orchestra Sinfonica della Radio Televisione Spagnola (RTVE) (1984-1987), dove venne preceduto da Enrique García Asensio e Odón Alonso. Nel 1987 annunciò la sua intenzione di lasciare questa orchestra in quanto non vide prospettive di miglioramento delle condizioni nella sua carriera, come una maggiore remunerazione e una migliore immagine. Fu poi Direttore Principale del Teatro de la Zarzuela (1985-1991), divenne Direttore Principale dell'Orchestra Euskadi (1989-1993), Direttore Musicale Generale della Città di Mannheim (1990-1993) Direttore Musicale e Artistico della nuova Opera Nazionale Finlandese di Helsinki (1993-1996), Direttore Principale della Philharmoniker Hamburg (1992-2000), orchestra che lo nominò Direttore Onorario, Direttore Principale dell'Orchestra di Valencia (1997-2004), nella quale continuò negli anni seguenti ad essere direttore ospite, Direttore Musicale Generale del Teatro di Berna (2000-2004), Direttore del Nationaltheater Mannheim (2004-2005) e nel 2004 divenne Direttore Musicale dell'Orchestra del Festival di Pasqua a Bayreuth.
Durante la sua carriera diresse le più importanti orchestre internazionali in Europa, Stati Uniti e dell'Estremo Oriente, nonché la maggior parte delle orchestre spagnole. Oltre a ciò diresse numerosi solisti e cantanti di riconosciuto prestigio internazionale, come Boris Chistoff, Birgit Nilsson, Cesare Siepi, Alfredo Kraus, Luciano Pavarotti, Montserrat Caballé, Plácido Domingo, Ainhoa Arteta, Leo Nucci, e molti noti strumentisti come Mstislav Rostropovič, Pinchas Zukerman, Alicia de Larrocha, Maxim Vengerov, Anne-Sophie Mutter, oltre a molti altri.

### Percorso come compositore
Gómez Martínez inoltre unì la sua carriera di direttore con quella di compositore. A causa dei suoi numerosi impegni fu spesso obbligato a comporre tra un concerto e l'altro e a bordo di aerei.
Tra le sue opere maggiormente note vi furono Suite Burlesca (1972), Sinfonía del Descubrimiento (Sinfonia della scoperta) (1992) in occasione del 500º anniversario della scoperta dell'America, Cinque canzoni su poesie di Alonso Gamo (1996) per soprano e orchestra, Sinfonia del Agua (Sinfonia dell'acqua) (2007) su commissione di Emasagra, Morning dawning (Passacaglia) (2010), opera per pianoforte, Atallah, la sua unica opera, Lettere da un amante opera per baritono e orchestra sinfonica dedicata a sua moglie Alessandra, Concerto per pianoforte e orchestra, Concerto per violino e orchestra, oltre a diverse opere per pianoforte solo, tutti composti tra il 2012 e il 2013.

### Il concetto della direzione orchestrale
Come direttore d'orchestra Miguel Angel Gomez Martínez divene noto per la sua capacità di memorizzare le partiture e per dirigere a memoria con un'affinità per il "metodo umanista":
"Un direttore d'orchestra dovrebbe guardare i volti dei suoi musicisti."
Come direttore il suo interesse speciale fu, soprattutto, riprodurre le intenzioni del compositore, ritenendo essenziale per un direttore eseguire l'opera il più fedelmente possibile senza aggiungere o eliminare nulla dalla partitura originale.
"Nelle partiture è scritto tutto quello che c'è da sapere, senza aggiungere o togliere nulla."

### Premi
Durante la sua carriera ricevette numerosi premi. Fu insignito della Medaglia d'Oro della Città di Granada per i suoi straordinari meriti artistici nel 1984, e designato "Cittadino di Granada del XX secolo" dal Municipio di Granada, sua città natale. Nel 1995 Re Juan Carlos I di Spagna gli conferì l'Encomienda de Número dell'Ordine al merito civile. Il Ministero della Cultura dello Stato della Baviera gli conferì il premio speciale “Il Leone di Baviera” per il suo lavoro alla guida dell'Orchestra Giovanile del Festival di Pasqua di Bayreuth. Fu inoltre membro dell'Accademia Reale di Belle Arti di Granada e Membro d'Onore in diverse associazioni musicali in Spagna e in Europa, oltre ad aver ricevuto medaglie d'oro o d'argento di varie città europee.